# Empire rozvi
1684–1866
Entités précédentes :
- Royaume de Butua
- Empire du Monomotapa

Entités suivantes :
- Mthwakazi (en) ou royaume matabélé

L'empire rozvi, ou rozwi (1684–1866), est institué sur le haut-plateau du Zimbabwe par Changamire Dombo. Le terme rozvi renvoie au passé guerrier de la nation. L'empire disparaît à la fin du xixe siècle lorsqu'il est conquis par les Ndébélé.

## Terminologies
Les Rozvi sont une population karanga (Shona du sud) de l'Empire du Monomotapa, présente dès le xve siècle sur le plateau zimbabwéen. Ils commencent à acquérir une identité distincte au xviie siècle autour de Changamire Dombo, fondateur de l'empire rozvi entre 1684 et 1695. L'appellation rozvi dériverait du terme en langue shona signifiant « destructeurs », allusion à leur réputation de redoutables guerriers,,.

## Histoire
À la fin du xviie siècle, dans ce qui correspond au Zimbabwe actuel, l'empire du Monomotapa est en déclin, et les Portugais sont présents dans la zone au sud du Zambèze. Un dirigeant local, Changamire Dombo, développe une force militaire qui devient, dans les années 1670, prédominante au nord-est du plateau du Zimbabwe. Dans le courant des années 1680, Dombo conduit son armée vers le sud-ouest. Il expulse les Portugais qu'il affronte à la bataille de Maungwe en juin 1684 et atteint le royaume de Butua (ou Butwa), qu'il défait, occupant sa capitale, Danangombe (Dhlo-Dhlo en shona). Entre 1684 et 1692, Dombo consolide ses positions autour de l'ex-royaume de Butua. Après sa mort, Changamire devient le nom du souverain rozvi.
En 1693, sous Changamire II, le fils de Dombo, les Rozvi partent à la conquête du nord-est du plateau zimbabwéen. Alliés au Monomotapa, ils chassent les Portugais de la zone en attaquant leurs implantations (les prazos). En 1695, ces mêmes Portugais sont chassés de la zone qui correspond au royaume de Manyika. L'empire continue cependant à commercer avec eux, quoiqu'il les confine à la vallée du Zambèze,. Les dirigeants rozvi créent ainsi un empire qui s'étend jusqu'à Buhera (en), Bocha, Duma et sur les hautes terres du sud-est ; il couvre le haut-plateau de l'actuel Zimbabwe et s'étend jusqu'à l'ouest de l'actuel Botswana et au nord de l'actuelle Afrique du Sud. Sa capitale est d'abord installée à Danangombe, mais il semble qu'ultérieurement les empereurs rozvi aient parfois vécu à Khami et à Natetale.
Dans le courant du xviiie siècle, le Monomotapa n'est plus qu'un État shona parmi d'autres et l'empire rozvi est l'entité politique qui domine le plateau zimbabwéen.
Au début du xixe siècle, vers 1820, l'empire est attaqué depuis le sud par des Ngwato et des Tsonga. En 1830, les groupes Sotho et Nguni déclenchent des conflits dans l'empire, lequel est finalement « disloqué » (sic) par ces événements, liés aux troubles du Mfecane. En 1840, Mzilikazi, chef des Ndébélé, fuyant les Zoulous, domine l'endroit et y installe le royaume matabélé, avec Bulawayo comme capitale,. Le Changamire Tohwechipi, réfugié dans les montagnes du Mavangwe, résiste jusqu'en 1866, date à laquelle il se soumet à l'envahisseur, signant la fin de l'empire rozvi et de la dynastie des Changamire,.

## Économie
L'agriculture, à l'instar de l'immense majorité de la production africaine de l'époque, est de type « familial avec coopération villageoise » dans un contexte d'agriculture itinérante. L'empire cultive classiquement le mil et le sorgho puis le maïs, introduit dans le courant du xviiie siècle, comme bases de l'alimentation, ainsi que divers fruits et légumes (figues, ananas, goyaves, papayes, oranges, citrons, melons, riz, ignames, concombres, patates douces…), dont certains sont destinés au commerce, notamment avec les Portugais, à Sofala.
L'élevage des bovins, chèvres et moutons est important, notamment sur le plateau, à l'abri de la mouche tsé-tsé ; les éleveurs pratiquent la transhumance avec des troupeaux de grande taille et le nombre de têtes de bétail possédées indiquent le statut social du propriétaire. Les  animaux vivants figurent dans les tributs offerts au Changamire. Il se pratique aussi un élevage de type basse-cour, autour des habitations, concernant les poules, les cochons…
La chasse au gros gibier est pratiquée par les hommes, notamment dans le bas-veld (altitude inférieure à 600 m.) où il abonde.
L'empire est aussi producteur de sel qui est une composante non négligeable des échanges commerciaux.
Il est aussi, à la suite du Monomotapa, un producteur d'or, ce qui explique l'intérêt que les Portugais portent à la zone. Le métal précieux est produit par extraction minière mais aussi par orpaillage dans les rivières, dans ce cas de manière souvent saisonnière, les cours d'eau n'étant pas tous permanents. L'emplacement des mines est gardé secret et les souverains Rozvi, comme leurs prédécesseurs du Monomotapa, ont l'exclusivité sur le produit. Mais, au xviie siècle, la production est en déclin ; les mineurs ont creusé jusqu'à la nappe phréatique et il ne leur est pas possible d'aller plus bas.
L'empire pratique un intense commerce interne et régional, notamment de sel, outre les produits agricoles, mais aussi à longue distance (ivoire et or particulièrement) avec l'Europe et la Chine. On a retrouvé à Khami des porcelaines espagnoles des xve et xviie siècles, des grès rhénans et des porcelaines Ming. Les acteurs du commerce furent d'abord les Swahilis puis les Portugais qui les supplantent au xvie siècle, les bazars swahilis étant ainsi remplacés par de nombreuses feiras (foires) qui se tiennent en divers endroits du pays,.

## Culture

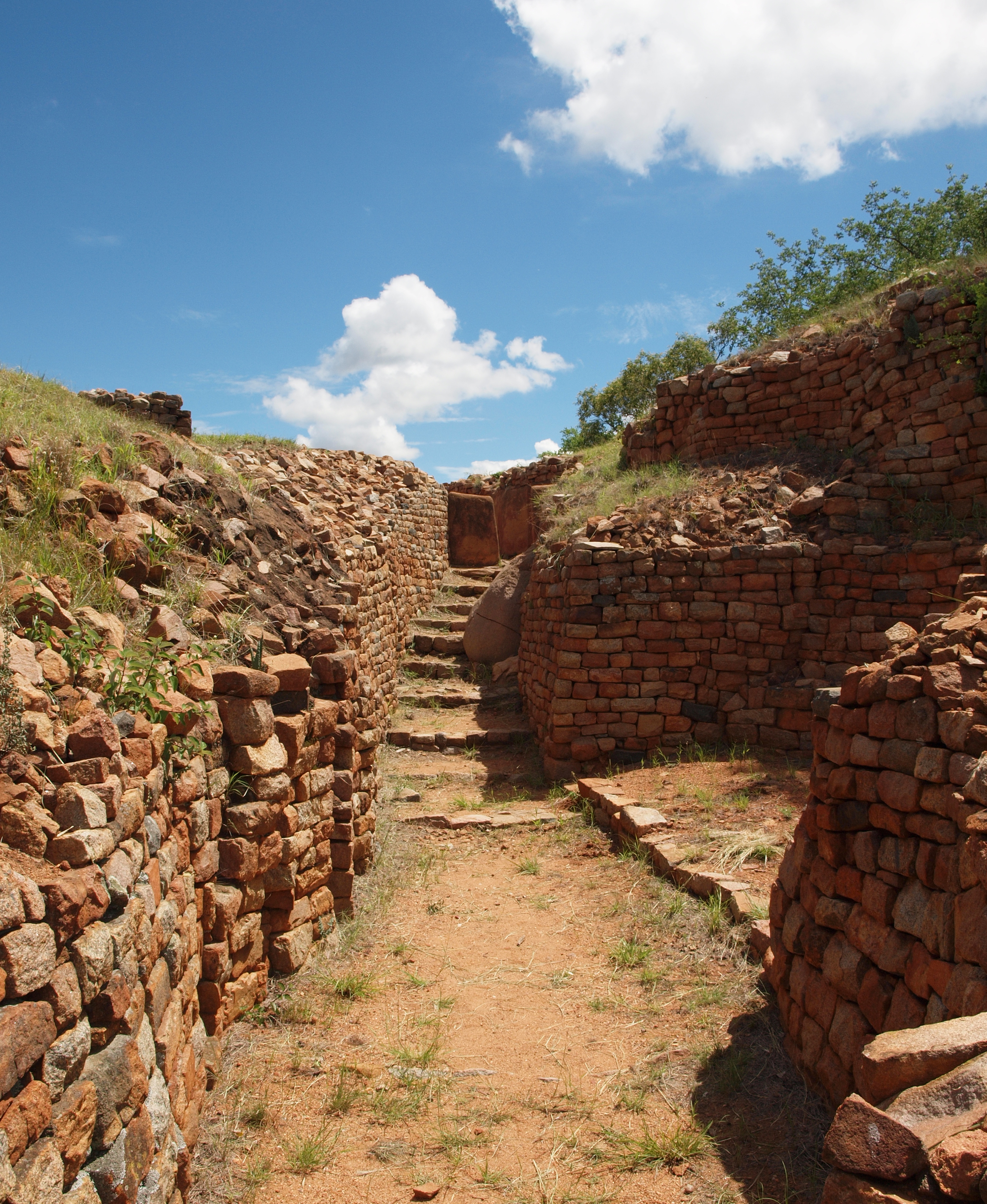
Ruines de la ville de Khami.

Le noyau de l'empire, dans le sud-ouest de l'actuel Zimbabwe, est caractérisé par des villes avec des bâtiments en pierre, certains hérités du royaume de Butua. En effet, les rozvi, qui occupent Dhlo-Dhlo, et fondent, sans doute, Khami, ont une culture Shona apparentée à celle qui construisit le Grand Zimbabwe,,. Il est possible que des pierres de construction aient fait partie des tributs offerts au Changamire. On a retrouvé à Khami des objets d'ivoire, des armes de bronze et de fer, des poteries, des perles de verre et d'or.
Les poteries rozvi sont polychromes à bandes et à panneaux distinctifs, elles définissent un faciès culturel qui succède, au xve siècle, avant l'émergence de l'Empire, à la culture de Leopard's Kopje,.
La déité majeure des Rozvi (et des Shona) est Mwari, divinité oraculaire, qui se manifeste sur Terre par des événements naturels tels que foudre, tremblement de Terre… La royauté rozvi est considérée comme d'essence divine, instaurée et guidée par Mwari. Le Chaminuka, un esprit, est son intermédiaire avec les vivants. Le culte de Mwari est un véhicule important de la politique et les personnalités religieuses sont des conseillers du monarque. Il semble cependant que, en ce qui concerne l'empire rozvi, les liens entre la religion et le monarque sont plus distendus que dans la culture des Shona du nord et de l'est.

## Organisation sociale et politique
Les empereurs rozvi perçoivent un tribut selon un système pyramidal qui part du village et dont le sommet est le palais impérial. L'armée surveille la collecte et envoie des brigades de percepteurs dans les provinces et les villages ; la perception du tribut est donc une fonction spécialisée de l'administration,.
L'empire entretient une armée bien équipée et disciplinée, dont l'organisation est similaire à celle qu'adopteront Chaka et les zoulous : organisation en régiments et mise en place d'une formation de combat typiquement en arc de cercle. Les hommes sont bien entraînés, notamment au tir à l'arc. L'armée rozvi bénéficie d'une réputation d'invincibilité, largement exagérée, grâce à ses victoires contre les Portugais ; ces derniers n'avaient, en fait, guère opposé de résistance, n'ayant présenté que de faibles forces face à celles des Rozvi.